# Oberstes Verfassungsgericht Ägyptens

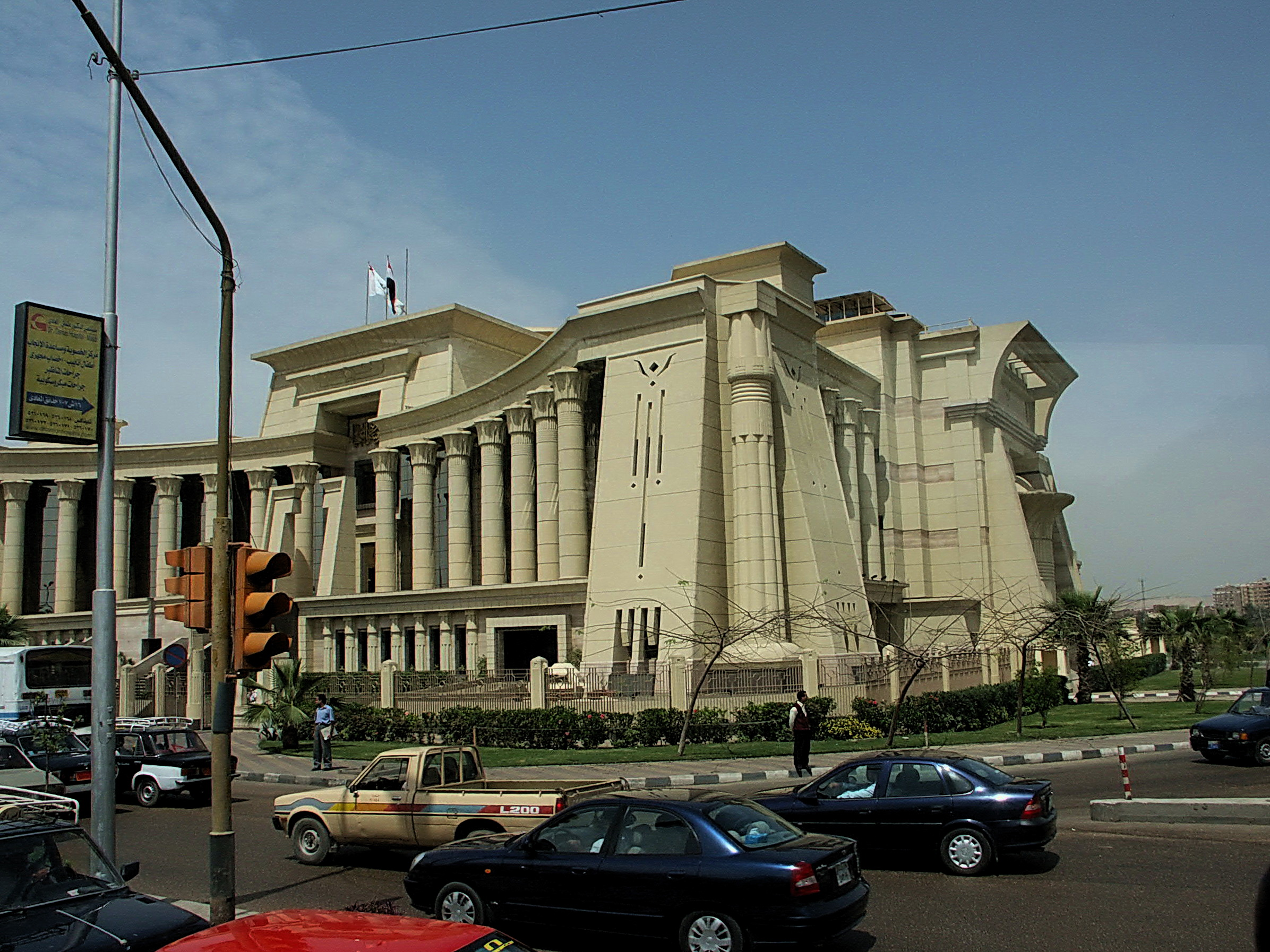
Gebäude des Verfassungsgerichtes (2004)

Das Oberste Verfassungsgericht (arabisch المحكمة الدستورية العليا, DMG al-Maḥkama ad-Dustūrīya al-ʿUlyā) ist ein Justizorgan der Republik Ägypten. Vorsitzender des Verfassungsgerichts ist seit Juli 2013 Adli Mansur.

## Geschichte
Das Hohe Gericht wurde im Jahre 1979 im Zuge der Demokratisierung des Landes durch den Präsidenten Anwar as-Sadat eingerichtet und ersetzte das Oberste Gericht, welches zehn Jahre zuvor durch Gamal Abdel Nasser eingeführt wurde.
Im Jahre 2003 ernannte Präsident Hosni Mubarak die Richterin Tahani al-Gebali, zur Vizepräsidentin des Verfassungsgerichts; sie ist die erste Frau, die den Posten bekam. Nach den landesweiten Umstürzen ab 2010 erhielt das Verfassungsgericht vielfach Drohungen von religiösen Gruppen wie der islamistischen Freiheits- und Gerechtigkeitspartei. Bei den Protesten im Dezember 2012 wurde das Gebäude des Gerichts von Parteianhängern umzingelt, die Richter wurden an ihrer Arbeit gehindert. Die Muslimbrüder drohten dem Verfassungsgericht sogar mit seiner Abschaffung.
Die durch Muslimbrüder und Salafisten ausgearbeitete neue Verfassung von 2012 minderte die Stellung des Gerichts und gab stattdessen religiösen Gruppen wie der Azhar-Universität stärkere Entscheidungsgewalt bei der Kontrolle von Gesetzen.

## Sitz
Der Sitz des Obersten Verfassungsgerichts ist Maadi, ein Vorort der Hauptstadt Kairo. Das Gebäude des ägyptischen Architekten Ahmad Mito wurde 1991 errichtet und gilt als wichtiges Beispiel postmoderner Architektur in Ägypten.